# Lícon d'Atenes
Lícon d'Atenes o Licó d'Atenes (en grec Λύκων; segle v aC, Atenes - segle IV aC) fou un polític atenès.

## Biografia
Lícon era un personatge poc conegut. Orador, fou el blanc dels poetes còmics com Èupolis o Cratí. Pertanyents al cercle d'Anitos, segons la historiadora Claude Mossé, sistemàticament donà suport als seus propis interessos en reunions, heteries o en processos judicials. Dels tres acusadors en el judici de Sòcrates, Lícon és el menys conegut. La seva identificació històrica de vegades és polèmica. El seu fill, Autòlic, vencedor en el pancraci de la Panatenea (421-420 aC) fou un dels condemnats a mort pel règim dels Trenta Tirans.
En el judici de Sòcrates, Lícon, juntament amb l'orador Anitos i el poeta Mèlet, llançà l'acusació contra el filòsof. Fou el responsable de la incoació del procediment judicial. L'abril del 399 aC Sòcrates fou acusat de dos delictes, dividits en tres càrrecs:
- No reconèixer els déus adoradors de la ciutat
- Introduir noves divinitats
- Corrompre els joves

Anitos sostingué, a més a més, que el filòsof era el mentor de Críties, un dels Trenta Tirans. Segons Xenofont, Sòcrates havia criticat públicament Anitos per la seva afirmació que el seu fill l'havia succeït amb èxit en els negocis, i que havia estat instruït per a això. Per tant, fou per rancor que Anitos acusà Sòcrates. El filòsof fou trobat culpable i condemnat a beure cicuta. Després de la seva execució, la multitud es tornà contra els seus acusadors i Anitos fou obligat a fugir d'Atenes.